# Мови КНР
Мови Китаю (КНР, Китайська Народна Республіка) — мови, якими розмовляють 56 визнаних етнічних груп в Китаї. Мови Китаю відомі як Zhongyu (кит. спр. 中 语; кит. трад. 中 語; піньїнь Zhōngyǔ), і їх вивчення є окремою академічною дисципліною в Китаї. Zhongyu охоплює 8 первинних мовних сімей, різноманітних морфологічно і фонетично, мають спільні риси один з одним. Мови, найбільш вивчені і підтримувані державою, включаючи китайську, монгольську, тибетську, уйгурську та чжуанську. У Китаї 292 живі мови та одна вимерла мова (чжурчженська мова), згідно з Ethnologue.
Китайська стандартна мова (в Китаї відомий як путунхуа) є офіційною національною розмовною мовою на материку. Кілька інших автономних районів мають додаткові офіційні мови. Мовні закони Китаю не поширюються ні на Гонконг, ні на Макао і, отже, мають різні офіційні мови (кантонська) на материку. Наприклад, тибетська мова має офіційний статус в межах Тибетського автономного району, а монгольська має офіційний статус на території Внутрішньої Монголії.

## Розмовні мови
Розмовні мови національностей, якими розмовляють в Китаї, належать щонайменше 9 сім'ям:
- Сино-тибетські мови: 19 офіційних національностей (включаючи хань і тибет).
- Мови мяо-яо: 3 офіційні національності.
- Австроазійські мови: 4 офіційних національності (палаунг, булан, гін, ва).
- Алтайські мови: 18 офіційних національностей.
  - Тюркські мови: уйгури, казахи, салар і ін. 7 офіційних національностей.
  - Монгольські мови: монголи, дунсян і пов'язані з ними групи. 6 офіційних національностей.
  - Тунгусо-маньчжурські мови: маньчжури (колишні), нанайці і 5 інших національностей.
  - Корейську мову.
- Індо-європейські мови: 2 офіційних національностей (російські і таджики). Існує також айнійська мова, на яку сильно вплинула перська мова, якою розмовляє народ ейну в південно-західному сіньцзяні, які також вважаються уйгурами.
- Австронезійські мови: 1 офіційна національність (гаошань, які говорять на багатьох мовах формосанської гілки), 1 неофіційна (уцули, які розмовляють цатською мовою, але вважаються як хуей).

## Писемності мов
Наступні мови, традиційно мають форми, не пов'язані з китайським письмом (ханьцзі):
- Дайці — дайська мова
- Казахи — казахська мова — арабське письмо
- Киргизи — киргизька мова — арабське письмо
- Корейці — корейська мова — письмо хангиль
- Маньчжури — маньчжурська мова — маньчжурське письмо
- Монголи — монгольська мова — монгольське письмо
- Тибетці — тибетська мова — тибетське письмо
- Уйгури — уйгурська мова — уйгурське письмо

Китайські банкноти містять в собі кілька писемностей на додаток до китайської писемності. До них належать:
- арабське письмо (для уйгурів)
- латиниця (для чжуан)
- монгольське письмо
- тибетське письмо

10 національностей, які ніколи не мали систему письма мають, згідно заохочення КНР, фонетичний алфавіт. Відповідно до публікації 2005 року в білій газеті уряду, «до кінця 2003 року 22 етнічні меншини використовували 28 письмових мов».